# Mycena chlorophos
Mycena chlorophos es una especie de hongo agárico de la familia Mycenaceae. Descrito por primera vez en 1860, el hongo se encuentra en áreas subtropicales, incluyendo India, Japón, Taiwán, Indonesia, Sri Lanka, Polinesia, Australia y Brasil. Los cuerpos frutales tienen píleos pegajosos de color gris pardo pálido de hasta 30 mm (1,2 plg) de diámetro encima de los estípites, de entre 6 a 30 mm de largo y hasta 1 mm de espesor. Los hongos son bioluminiscentes y emiten una luz verde pálida. La fructificación se produce en los bosques sobre restos de madera caídos, como ramitas y troncos muertos. Se puede hacer que el hongo crezca y dé frutos en condiciones de laboratorio, y se han investigado las condiciones de crecimiento que afectan la bioluminiscencia que producen.

## Taxonomía
La especie fue descrita científicamente por primera vez por Miles Berkeley y Moses Ashley Curtis en 1860 como Agaricus chlorophos. Los especímenes originales fueron recolectados en las islas Bonin por el botánico estadounidense Charles Wright en octubre de 1854 como parte de la expedición de exploración y topografía del Pacífico Norte de 1853-1856. Pier Andrea Saccardo transfirió la especie al género Mycena en una publicación de 1887. Daniel Desjardin y sus colegas redesscribieron la especie y establecieron un espécimen lectotipo en 2010.
En 1860, Berkeley y Curtis describieron la especie Agaricus cyanophos a partir del material también recolectado en las islas Bonin. Este material fue encontrado cerca del lugar donde se encontraron los especímenes originales de M.  chlorophos, pero los micólogos japoneses Seiya Ito y Sanshi Imai estudiaron estas colecciones a finales de la década de 1930 y concluyeron que Agaricus cyanophos era la misma especie que M. chlorophos, a pesar de algunas diferencias anatómicas y en el color de la luz emitida. Desjardin y sus colegas estuvieron de acuerdo con esta determinación después de examinar el material tipo de ambos taxones. M.  chlorophos está clasificado en la sección Exornatae del género Mycena. Otras especies luminiscentes en esta sección son M. discobasis y M. marginata. Algunos autores han considerado a M. Illuminans como sinónimo de M. chlorophos debido a su similitud morfológica, pero el análisis molecular ha demostrado que son especies distintas.
En Japón, el hongo se conoce como yakoh-take, o "hongo de luz nocturna".  En las Islas Bonin, se le llama "Pepe Verde".

## Descripción

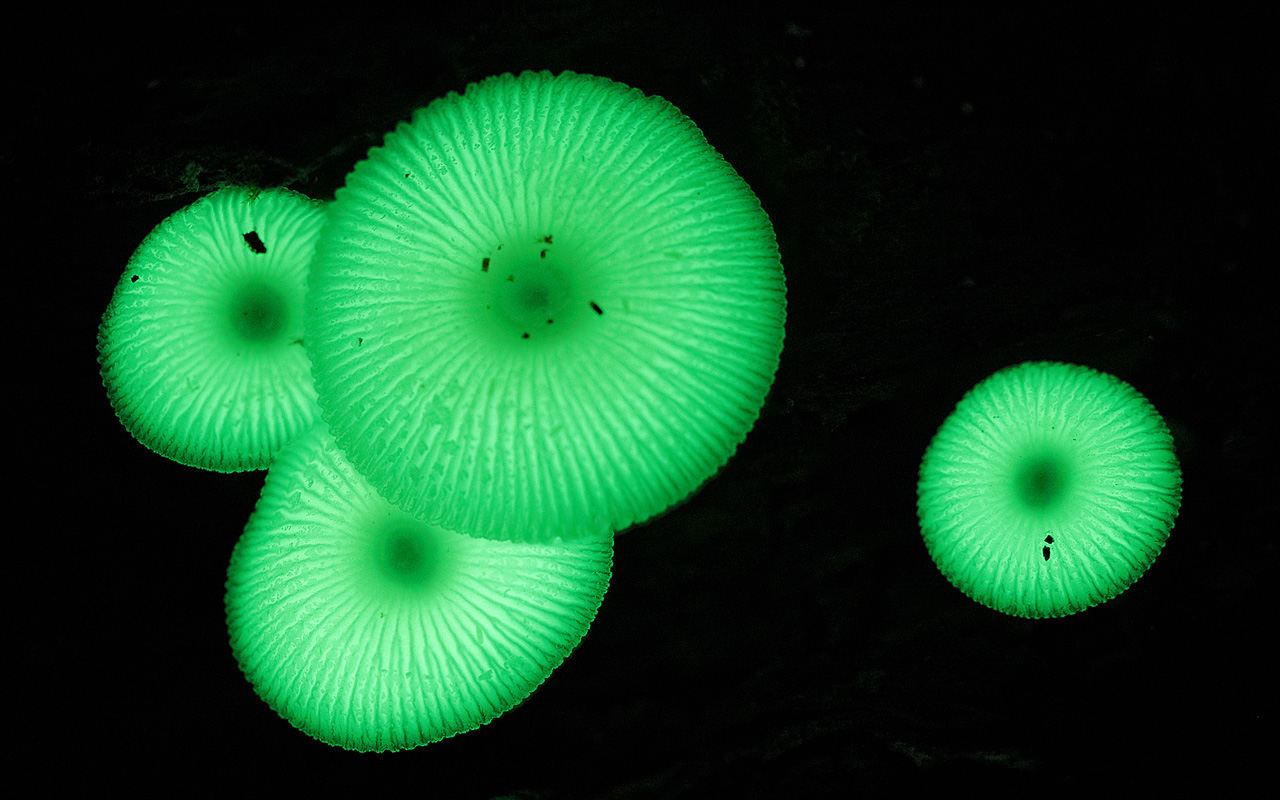
Vista desde arriba de ejemplares en Nueva Gales del Sur, Australia

El píleo es inicialmente convexo antes de aplanarse (a veces formando una hendidura central) y mide hasta 30 mm (1,2 plg) de diámetro. Tiene ranuras radiales que se extienden casi hasta el centro y, algunas veces desarrolla grietas en el margen, que tiene pequeños dientes redondeados. Su color es gris pardusco pálido que se desvanece tras la expansión, y es algo pegajoso. El estípite blanco mide entre 6 a 30 mm de largo entre 0,3 y 1 mm de espesor, hueco y translúcido. y con pequeñas vellosidades en la superficie. Su base tiene forma de disco o algo bulbosa y mide entre 1 y 2,5 mm de ancho. Las finas láminas no están unidas al tallo o están anexas a un ligero collar que rodea el tallo. Inicialmente de color blanco y luego grisáceo, están algo abarrotadas, con 17 a 32 láminas de longitud completa y de 1 a 3 niveles de laminillas (láminas más cortas que no se extienden completamente desde el margen del píleo hasta el estípite). Las láminas tienen entre 0,3 y 1 mm de ancho con bordes micáceos. La carne es muy fina y tiene un fuerte olor a amoníaco. Tanto los píleos como las láminas son bioluminiscentes, mientras que los micelios y los estípites tienen poca o nula luminiscencia.
Las esporas son blancas, lisas, aproximadamente elípticas y tienen unas dimensiones de 7 a 8,5 por 5 a 6 µm. Los basidios (células portadoras de esporas) miden 17 a 23 por 7,5 a 10 μm y cuatro esporas con esterigmas de alrededor de 3 μm de largo. Las paráfisis tienen 5 a 8 μm de ancho, más cortos que los basidios, más abundantes y forman una capa medio gelatinosa. Los queilocistidios (cistidios en el borde de las lamelas) miden 60 por 7 a 21 μm, hialinos, cónicos o ventricosos (inflados). Los extremos de los queilocistidios se alargan hasta formar una punta o tienen un apéndice corto que mide 15 por 2 a 3 μm, a veces ramificado y con paredes delgadas o ligeramente gruesas. No hay cistidios en la cara de las láminas (pleurocistidios). Los pileocistidios (cistidios en la superficie del píleo) tienen forma de maza y miden 25 a 60 por 13 a 25 µm. Tienen paredes algo gruesas y espinosas en la superficie expuesta, con excrecencias cortas y simples que se extienden hasta 3 µm de largo. Los pileocistidios están unidos y forman una capa continua sobre el sombrero joven, pero se rompen a medida que este se expande. Los caulocistidios (cistidios en el estípite) son cónicos o lanceolados, hialinos y lisos, con paredes delgadas o ligeramente engrosadas. Miden hasta 300 entre 10 y 25 μm, pero son más cortos en las regiones superiores del tallo. Las fíbulas están presentes en las hifas de todos los tejidos.

## Especies similares
Las otras dos especies luminiscentes de Mycena en la sección Exornatae son similares en apariencia a M. chlorophos. Los cuerpos frutales de M. discobasis tienen píleos más pálidos; microscópicamente, tienen esporas más grandes que miden 9,9 por 6,7 μm, y carecen del apéndice apical corto que se encuentra en los queilocistidios de M. chlorophos. M. margarita tiene esporas más pequeñas con un promedio de 6,9 por 4,4 μm, queilocistidios más pequeños y fíbulas en forma de bucle.

## Hábitat y distribución
Los cuerpos frutales de Mycena chlorophos se encuentran en los bosques, donde crecen en grupos sobre restos de madera, como ramitas y cortezas caídas. En las islas japonesas Hachijo y Bonin, los hongos se encuentran predominantemente en pecíolos en descomposición de la palmera Phoenix roebelenii. Requiere un rango adecuado de humedad para formar hongos; por ejemplo, en la isla Hachijo, la fructificación solo ocurre en las estaciones lluviosas de junio/julio y septiembre/octubre, cuando la humedad relativa ronda el 88%, generalmente el día después de que llueve. Los estudios experimentales han demostrado que los primordios de los hongos que están demasiado húmedos se deforman, mientras que las condiciones demasiado secas hacen que las tapas se deformen y se rompan porque la delicada membrana gelatinosa que las cubre se rompe.
En Asia, la especie se ha encontrado en Japón, Taiwán, Polinesia, Java y Sri Lanka. En Japón, el hongo es cada vez más escaso a medida que sus hábitos naturales van disminuyendo. Varias guías de campo australianas han informado sobre la especie de ese país. El hongo también ha sido registrado varias veces en Brasil. Mycena chlorophos fue uno de los varios hongos que aparecieron en una serie de sellos postales emitidos en Samoa en 1985.

## Estudios sobre bioluminiscencia
Dado que el hongo es pequeño y fructifica en una temporada limitada en un área pequeña, los investigadores han investigado las condiciones necesarias para cultivar artificialmente la especie en condiciones de laboratorio, con el fin de tener más material para estudiar el mecanismo de bioluminiscencia y ayudar a preservar las especies. La temperatura óptima para el crecimiento del micelio es 27 grados Celsius (80,6 °F), mientras que el óptimo para el crecimiento de primordios es 21 grados Celsius (69,8 °F) . Estas temperaturas son consistentes con el clima subtropical en el que normalmente se encuentra la especie. La luminiscencia máxima ocurre a 27 °C, y entre 25 y 39 horas después de que los primordios comiencen a formarse, cuando el píleo se ha expandido por completo. a los 21 °C, la luminiscencia persiste durante unos 3 días y se vuelve indetectable a simple vista alrededor de 72 horas después del inicio del primordio.